# 티원택시
티원택시 (T-ONE TAXI)는 대한민국 택시 업계에서 만든 콜택시 앱이다. 2019년 2월 12일에 정식 서비스가 시작되었다.

## 역사
- 2018년 6월: 기사용 앱 출시
- 2019년 2월 11일: 승객용 앱 출시
- 2019년 2월 12일: 서비스 시작